# Inger Aufles
Inger Aufles   (Valldal, 29 de maig de 1941), nascuda Inger Døving, és una esquiadora de fons noruega, ja retirada, que va competir durant les dècades 1960 i 1970.
El 1968 va prendre part en els Jocs Olímpics d'Hivern de Grenoble, on disputà tres proves del programa d'esquí de fons. Guanyà la medalla d'or en la prova dels relleus 3x5 quilòmetres, formant equip amb Babben Enger Damon i Berit Mørdre Lammedal, i la de bronze en la cursa dels 10 quilòmetres. En la cursa dels 5 quilòmetres fou setena. Quatre anys més tard, als Jocs de Sapporo, tornà a disputar tres proves del programa d'esquí de fons. En aquesta ocasió guanyà la medalla de bronze en la prova dels relleus 3x5 quilòmetres, formant equip amb Aslaug Dahl i Berit Mørdre, mentre en els 10 i 5 quilòmetres fou dotzena. En el seu palmarès també destaca una medalla de plata al Campionat del Món d'esquí nòrdic i tres títols nacionals.